# Osorkon C
Osorkon C, còn được gọi là Osorkon vùng Sais, là một Đại thủ lĩnh của người Meshwesh sống vào giai đoạn thời kỳ Vương triều thứ 22 trong lịch sử Ai Cập cổ đại. Ông còn là một thống đốc của vùng Sais ở Hạ Ai Cập.

## Tiểu sử
Không rõ xuất thân của Osorkon C. Một trong số những người tiền nhiệm gần với Osorkon được biết đến là vương tử Pimay, con trai của pharaon Shoshenq III thuộc Vương triều thứ 22.
Osorkon C được biết đến chủ yếu là từ một hiện vật gọi là "Tấm bùa của Osorkon" (hiện đang ở Bảo tàng Louvre, số hiệu E10943). Đó là một tấm bùa hộ mệnh bằng sứ khắc họa phù điêu mô tả thần thoại sáng thế: thần Ra-Horakhty trong hình hài của một đứa trẻ đang ngồi trên một đóa bông súng (của loài Nymphaea caerulea) mọc lên từ mặt nước thuở sơ khai. Ngoài ra, Osorkon còn được biết đến thông qua một số tượng shabti của ông, hiện đang ở Luân Đôn.
Trên tấm bùa của Osorkon, các danh hiệu của ông được biết đến: Đại thủ lĩnh của người Meshwesh; Tướng chỉ huy quân đội; Nhà tiên tri của Neith, Wadjet và Phu nhân của Yamu (tức Sekhmet-Hathor). Điều này cho thấy, Osorkon đã cai trị các thành phố Sais, Buto và Yamu, là một phần đáng kể của khu vực phía Tây châu thổ sông Nile.
Osorkon có thể đã cai quản một phần Hạ Ai Cập vào khoảng từ năm 755 tới năm 740 TCN, trùng với thời trị vì của pharaon Shoshenq V. Osorkon dường như đã được kế tục bởi Tefnakht, người sau này trở thành vị pharaon sáng lập nên Vương triều thứ 24, . Tefnakht được biết đến qua 2 tấm bia có đánh dấu thời gian trị vì của vua Shoshenq V. Ngoài những danh hiệu của Osorkon C, Tefnakht còn mang những danh hiệu là Đại thủ lĩnh của người Libu và Người cai quản vùng phía Tây. Tuy nhiên, cả hai người không có bất kỳ mối liên quan nào với nhau vì Osorkon không thể được đồng nhất với cha và ông nội của Tefnakht, những người lần lượt có tên là Gemnefsutkapu và Basa; điều này cho thấy, Osorkon có lẽ đã bị Tefnakht lật đổ.